# Emile Ardolino
Emile Ardolino (né le 9 mai 1943 à Maspeth (Queens), État de New York et mort le 20 novembre 1993 à Bel Air, Californie) est un réalisateur et producteur américain de cinéma et de télévision.
Il est principalement connu pour avoir réalisé les films Dirty Dancing et Sister Act.

## Biographie
Fils d'immigrés italiens, Emile Ardolino débute comme acteur de théâtre avant de devenir réalisateur de télévision pour PBS. Il se spécialise dans les documentaires sur les spectacles musicaux et la danse, et remporte trois Emmy Awards ainsi qu'un Oscar du meilleur film documentaire. Il passe du documentaire au cinéma grand public avec Dirty Dancing et réalise plusieurs autres films à succès, notamment Sister Act. Ouvertement homosexuel, il meurt du sida.

## Filmographie

### Cinéma
- 1983 : He Makes Me Feel Like Dancin'
- 1987 : Dirty Dancing
- 1989 : Le ciel s'est trompé (Chances Are)
- 1990 : Tels pères, telle fille (Three Men and a Little Lady)
- 1992 : Sister Act
- 1993 : The Nutcracker

### Télévision
- 1976 : Great Performances: Dance in America (série télévisée)
- 1979 : Baryshnikov at the White House (téléfilm)
- 1979 : When Hell Freezes Over, I'll Skate (téléfilm)
- 1982 : Le Songe d'une nuit d'été (A Midsummer Night's Dream) (téléfilm)
- 1982 : Alice at the Palace (téléfilm)
- 1982 : Faerie Tale Theatre (série télévisée)
- 1986 : The Rise and Rise of Daniel Rocket (téléfilm)
- 1993 : Gypsy (téléfilm)

### Cinéma
- 1983 : He Makes Me Feel Like Dancin'

### Télévision
- 1976 : Great Performances: Dance in America (série télévisée)
- 1979 : Baryshnikov at the White House (téléfilm)
- 1979 : When Hell Freezes Over, I'll Skate (téléfilm)
- 1993 : Gypsy (téléfilm)

## Cameo
- Emile Ardolino apparaît dans le film Dirty Dancing.

## Récompenses et distinctions

### Récompenses
- 1984 : Oscar du meilleur documentaire pour He Makes Me Feel Like Dancin'
- 1988 : Amanda Award du meilleur film pour Dirty Dancing
- 1988 : Independent Spirit Award du meilleur film pour Dirty Dancing